# Коржангу
Коржангу́ (фр. Corgengoux) — коммуна во Франции, находится в регионе Бургундия. Департамент коммуны — Кот-д’Ор. Входит в состав кантона Сёр. Округ коммуны — Бон.
Код INSEE коммуны — 21193.

## Население
Население коммуны на 2010 год составляло 372 человека.
| 1962 | 1968 | 1975 | 1982 | 1990 | 1999 | 2010 |
| ---- | ---- | ---- | ---- | ---- | ---- | ---- |
| 259  | 240  | 207  | 234  | 250  | 283  | 372  |

## Экономика
В 2010 году среди 244 человек трудоспособного возраста (15—64 лет) 193 были экономически активными, 51 — неактивными (показатель активности — 79,1 %, в 1999 году было 70,5 %). Из 193 активных жителей работали 182 человека (93 мужчины и 89 женщин), безработных было 11 (4 мужчины и 7 женщин). Среди 51 неактивных 23 человека были учениками или студентами, 18 — пенсионерами, 10 были неактивными по другим причинам.